# O floare și doi grădinari
O floare și doi grădinari (titlul original Ek Phool Do Mali) este un film indian Bollywood, film regizat de Devendra Goel. Filmul a devenit un hit la box office în 1969. Balraj Sahni a câștigat o nominalizare Filmfare pentru cel mai bun actor în rol secundar . Povestea a fost scrisă de Mushtaq Jalili.

## Rezumat
Somna trăiește un stil de viață sărac, cu mama ei văduvă, Leela, în regiunea muntoasă din India și Nepal. Ea își duce viața lucrând la ferma de mere a unui văduv bogat, Kailash Nath Kaushal. Kaushal conduce, de asemenea, o școală de alpinism, unde Amar Kumar este unul dintre elevii săi. Somna și Amar se întâlnesc, se îndrăgostesc și decid să se căsătorească la scurt timp după ce Amar revine dintr-o expediție de alpinism. Câteva zile mai târziu, în urma unei avalanșe, primesc vestea că Amar și celelalți alpiniști au fost uciși.
Somna devastată este molestată de Shamsher Singh. Kaushal vine în ajutorul ei și se oferă să se căsătorească cu ea când va află că este însărcinată. Ei se căsătoresc și Somna dă naștere unui băiat, Bobby. Shamsher este arestat și trimis la închisoare pentru 6 ani. Kaushal, care nu este în măsură de a avea copii după un accident, este încântat să fie tată. El îl adoră și este inseparabil de Bobby. Cinci ani mai târziu, Somna și Kaushal, în timp ce sărbătoresc a 6-a zi de naștere lui Bobby, au un șoc atunci când Amar apare la petrecere.
Bobby îl iubește pe tatăl său (Kaushal), dar deveni aproapiat cu Amar, tatăl său biologic, spre spaimă lui Somna și Kaushal. Somna îi interzice lui Bobby să se întâlnească cu Amar dar Kaushal îi permite și îi spune lui Somna că tot ce vrea este de a vedea pe Bobby fericit. Somna îl confruntă pe Amar și îi mărturisește că nu vrea ca el să-l mai viziteze. Amar este tulburat de acest lucru și promite să se oprească de a vedea pe Bobby.
În timp ce face o plimbare cu Kaushal, Bobby îl vede Amar și încearcă să se ascundă de el, dar ajunge într-o zonă dinamitată și se rănește. La spital medicul afirmă că starea lui este rea pentru că el a pierdut o mulțime de sânge. Kaushal oferă să-i dea sânge, dar grupul lui nu se potrivește. Amar oferă apoi sângele său care salveaza viața lui Bobby. Kaushal este bucuros că Bobby este în viață, dar nu poate trece peste frica de Amar luându-l deoparte.
Amar pune împreună faptele și își dă seama că Bobby este într-adevăr fiul său. Așa cum Kaushal temut el vine să-l ia în timp ce Bobby este inconștient. Somna îl oprește și explică-i că Bobby a nu este fiul său, nici fiul ei, dar fiul lui Kaushal. Ea îi explică cum el a salvat demnitatea ei prin căsătorie, în ciuda de a ști adevărul, și cum l-a iubit Bobby mai mult decât oricine altcineva și l-a crescut ca pe propriul fiu. Kaushal aude toată conversația secretă. Amar, întristat de această, regretă acțiunile sale și decide să-l lase pe Kaushal să-l mențină pe Bobby și îi lasă pentru totdeauna.
Kaushal cere Somna să se întoarcă, împreună cu Amar și să Bobby, dar ea refuză. Așa cum Amar părăsește a doua zi, spre uimirea lui Bobby, Shamsher se întoarce acasă și îl răpește pe Bobby, în schimbul unei răscumpărări, precum și Somna. Cu toate acestea Bobby scapă de Shamsher și încercă să-l ajungă pe Amar în depărtare. El se duce după Amar, dar Shamsher îl prinde încă o dată și Kaushal și Somna vin să-l salveze. Kaushal luptă cu Shamsher dar este în cele din urmă învins. Shamsher îl aruncă pe Bobby de pe o stâncă și aleargă după Somna.
Când totul pare pierdut, Amar pașii în care a văzut ce se intampla de la munte și luptă cu Shamsher. Bobby se arată a fi în viață agățat pe o ramură a văii. Amar îl bate pe Shamsher la pământ și coboară cu ajutorul unei frânghii, pentru a-l salva pe Bobby pentru că ramura începe să se rupă. Shamsher se întoarce și încearcă să taie coarda. El o copleșește cu ușurință pe Somna până ce Kaushal intervine. În ciuda tuturor zbaterilor lui Shamsher, Kaushal refuză să dea drumul coarzii. Într-un acces de furie Shamsher ruleaza spre el sperând să-l trântească la pământ, dar Kaushal folosește ultima lui puterea ca să-l lovească cu piciorul pe Shamsher care zboară în hău spre moartea sa.
Amar urcă la siguranță cu Bobby. Împreună cu Somna, el încearcă să-l ajute, dar este prea târziu pentru Kaushal. Kaushal, în ultimele sale câteva respirații, afirmă că el este fericit că Bobby este în viață și îi spune lui Amar să aibă grijă de el. Toți cei trei plâng de pierderea lui Kaushal.
Câțiva ani mai târziu Amar și Somna sunt împreună și îl duc pe Bobby la școală. Directorul solicită numele de familie lui Bobby și crede că este Amar. Amar afirmă că nu este adevărat și îl declară a fi Kailash Bobby, fiul lui Kailash Nath Kaushal. Filmul se încheie cu toți trei privind orizontul.

## Distribuție
- Sanjay Khan ... Amar
- Balraj Sahni ... Kailash Nath
- Sadhana Shivdasani ... Sømna
- Durga Khote ... Leela
- David Abraham Cheulkar ... Doctor
- Brahmachari ... Bahadur Singh
- Shabnam ... Shobha B. Singh
- Bobby ... Bobby K. Kaushal
- Manorama ... Champa
- Shyam Kumar ... Shamsher Singh
- Praveen Paul ... Dna Kumar
- Brahm Bhardwaj ... Dl. Kumar
- Rammurat Sharma ...

## Cântece
- Voi Parda Hata Do - interpret : Mohammed Rafi, Asha Bhosle
- O Nanhe Se Farishtey - interpret : Mohammed Rafi
- Aulad Walon - interpret : Mohammed Rafi, Asha Bhosle
- Mera Naam Karega Roshan - interpret : Manna Dey
- Saiyan Le gayi Jiaa - interpret : Asha Bhosle

## Lansare
Interesul publicului român a fost foarte mare, după cum remarca publicista Ecaterina Oproiu: filmul indian O floare și doi grădinari atrăgea o mulțime de spectatori, iar unii doritori ajungeau să nu mai găsească bilete.

## Primirea filmului

### Aprecieri critice
Publicista română Ecaterina Oproiu a descris filmul O floare și doi grădinari drept un „bocet artizanal”.